# Eva Petzenhauser

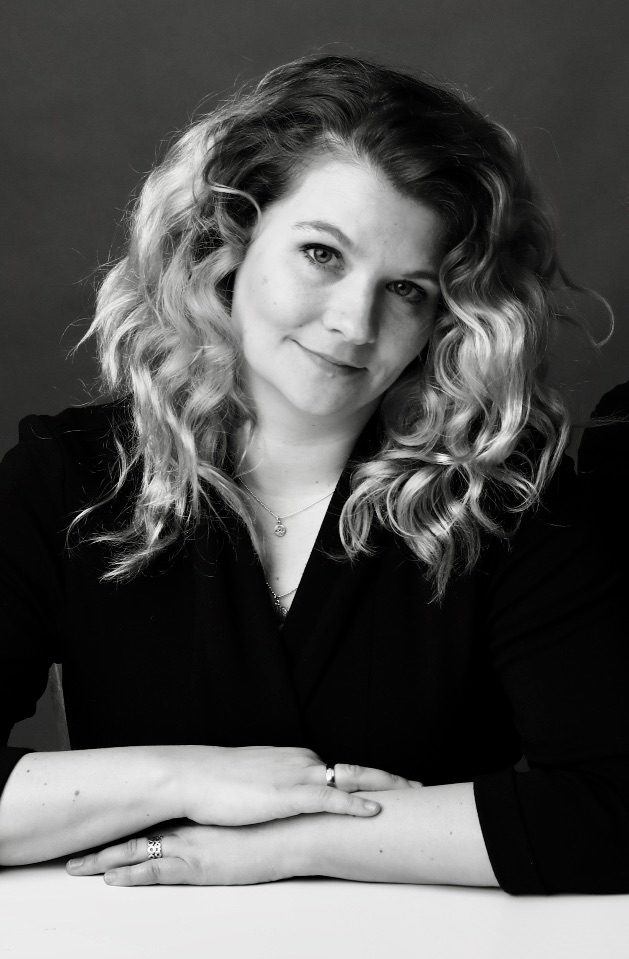
Eva Petzenhauser (2020)

Eva Petzenhauser (* 7. Juni 1988 in Landau an der Isar) ist eine deutsche Synchronsprecherin und Sängerin.

## Leben
Petzenhauser stand im Kindesalter als Schauspieler und Sängerin auf der Bühne. Sie tanzte Ballett und Jazztanz. Nach dem Abitur studierte sie von 2008 bis 2012 Innenarchitektur an der Fachhochschule Rosenheim und nahm nebenbei Gesangs- und Schauspielunterricht. 2013 beendete sie zudem eine Synchronsprecherausbildung in München.

## Karriere
Von 2012 bis Ende 2016 stand Eva Petzenhauser als „Oschnputtl“ im gleichnamigen Mundart-Musical auf der Bühne. 2014 war sie Mitbegründerin der Gruppe „Conny & die Sonntagsfahrer“, wo sie bis 2018 die Hauptrolle „Conny“ spielte und sang.
Seit April 2016 tourt sie als Kabarettistin mit Stefan Wählt als Duo Petzenhauser & Wählt durch Deutschland und Österreich.
Als Sprecherin ist sie seit 2013 auf Antenne Bayern zu hören, von 2013 bis 2019 sprach sie in der Comedy-Serie Die Nullingers die Rolle der Tochter „Jaqueline“. Als Synchronsprecherin leiht sie der Schauspielerinnen wie Jessica Marie Garcia in der Fernsehserie Liv & Maddie oder Hannah Marks in  Wisdom of the Crowd ihre Stimme. Zudem ist sie in diversen Zeichentrick Produktionen wie  Planes 2 – Immer im Einsatz, ZipZip, PJ Masks, Gigantosaurus oder Total Drama Rama zu hören. Des Weiteren spricht sie verschiedene Rollen u. a. für ProSieben, Super RTL oder den Disney Channel.

## Projekte/Rollen
Sprechrollen
- 2013–2019: Die Nullingers auf Antenne Bayern (Jaqueline)
- 2014–2017: Liv & Maddie (Willow)[3]
- 2014: Planes 2 – Immer im Einsatz Kinofilm 2014 (Dynamite)[4]
- 2015: ZipZip (Victoria)
- 2015: Die Eule – echt kauzig (Diverse)
- 2016: Die Hexe Lindenbart Hörspiel (Rotkäppchen)
- 2017: Der kleine Siebenschläfer von Sabine Bohlmann (Schnecke)[5]
- 2017: Die Schöne und das Biest (Gesang & Ensemble)
- 2017: Maria Theresia (Gräfin von Graben)
- 2018: Pokémon (Ensemble, diverse Nebenrollen)
- 2018: Soy Luna (Ensemble und Nebenrollen)
- 2018: We Bare Bears (Ensemble und Nebenrollen)
- 2018: Wisdom of the Crowd (Prudence)[6]
- 2019: PJ Masks (Drachenmädchen Ann Yu)
- seit 2019: Sylvanian Families (Kater Fips)
- seit 2019: Gigantosaurus (Cror)
- seit 2019: Total Drama Rama (Harold)[7]
- seit 2022: Pokémon (Soleil, Azumarill, Cynthia)[8]
- 2022: Helpsters (Dentist Donna)
- 2023: Bel-Air (Yazmin)
- 2023: Winterreise (Ensemble)
- 2023: We Baby Bears – Bärchen wie wir (div. Nebenrollen)
- 2024: Pokémon (Poppy)

Hörspiel
- 2016: Die Geschichte vom Siebenschläfer, der nicht einschlafen konnte (Schnecke)
- 2020: Die Guten und die Galaxis (Software) (Audible)
- 2020: Eltern hoch zwei (Claudia)
- 2020: Der böse Ort (div. Nebenrollen)
- 2020: Fingerhut-Sommer (Melissa)
- 2020: Kohlrabenschwarz (Nele, Dr. Becker, Reporterin, Bedienung, Polizistin Brandl)
- 2020: Jour fixe (div. Nebenrollen)
- 2022: Das Pummeleinhorn (Kuri, Zebrasus und div. Nebenrollen)
- 2022: Schund und Schmutz (Elli)

Computerspiel
- 2023: Fall Guys Creative (Voice over)

Gesang / Schauspiel
- Oschnputtl – das Erbsenmusical (Oschnputtl)
- Oschnputtl – das kleine Erbsenkabarett (alle weiblichen Rollen)
- Conny und die Sonntagsfahrer (Conny)
- 2014: Antenne Bayern Sommer-Song (Komposition, Text, Gesang)[9]
- 2014: Die Rosenheimcops – Konkurrenz erlegt das Geschäft (Verkäuferin)[10]
- 2017: Die Schöne und das Biest (Ensemble)[11]
- 2017: Weißblaue Geschichten (Bedienung)
- 2019: Brettlspitzen Folge IX Bayerischer Rundfunk[12]
- 2020: Brettlspitzen Folge XI Bayerischer Rundfunk[13]

Weiteres
- Petzenhauser& Wählt (Kabarettduo)
- Lady Eve & her one man band (Duo)
- Gans in weiß (Hochzeitsduo)